# Traktor polka (album)
Traktor polka je tretji studijski album slovenske turbo folk skupine Atomik Harmonik, izdan leta 2011. V zasedbi Jani Pavec, Petra Crnjac, Darja Gajšek in Uroš Kržan.

## Seznam pesmi
| Št. | Naslov                      | Pisec       | Besedilo            | Dolžina |
| --- | --------------------------- | ----------- | ------------------- | ------- |
| 1.  | „Traktor Polka‟             | Dare Kaurič | Dare Kaurič         | 3:44    |
| 2.  | „Fešta‟                     | Dare Kaurič | Dare Kaurič         | 3:52    |
| 3.  | „Lepo Sončen dan‟           | G. Sigl     | G. Sigl, Jani Pavec | 3:30    |
| 4.  | „Vse pride in gre‟          | Dare Kaurič | Dare Kaurič         | 3:41    |
| 5.  | „Kdo osvojil bo moje srce?‟ | Dare Kaurič | Dare Kaurič         | 3:26    |
| 6.  | „Pivo mi dej‟               | Dare Kaurič | Dare Kaurič         | 3:31    |
| 7.  | „Jasmina‟                   | A. Klinar   | Dare Kaurič         | 3:44    |
| 8.  | „Sladko vince‟              | Dare Kaurič | Dare Kaurič         | 3:36    |
| 9.  | „Choco la‟                  | Kare Kavrič | Dare Kavrič         | 3:35    |
| 10. | „Ustnice brez poljubov‟     | Dare Kavrič | Dare Kavrič         | 3:33    |
| 11. | „*Traktor polka (ang.)‟     | Dare Kavrič | Dare Kavrič         | 3:45    |

+ 
- videospot Traktor polka (scenarij in režija: Jani Pavec)